# Gycklare

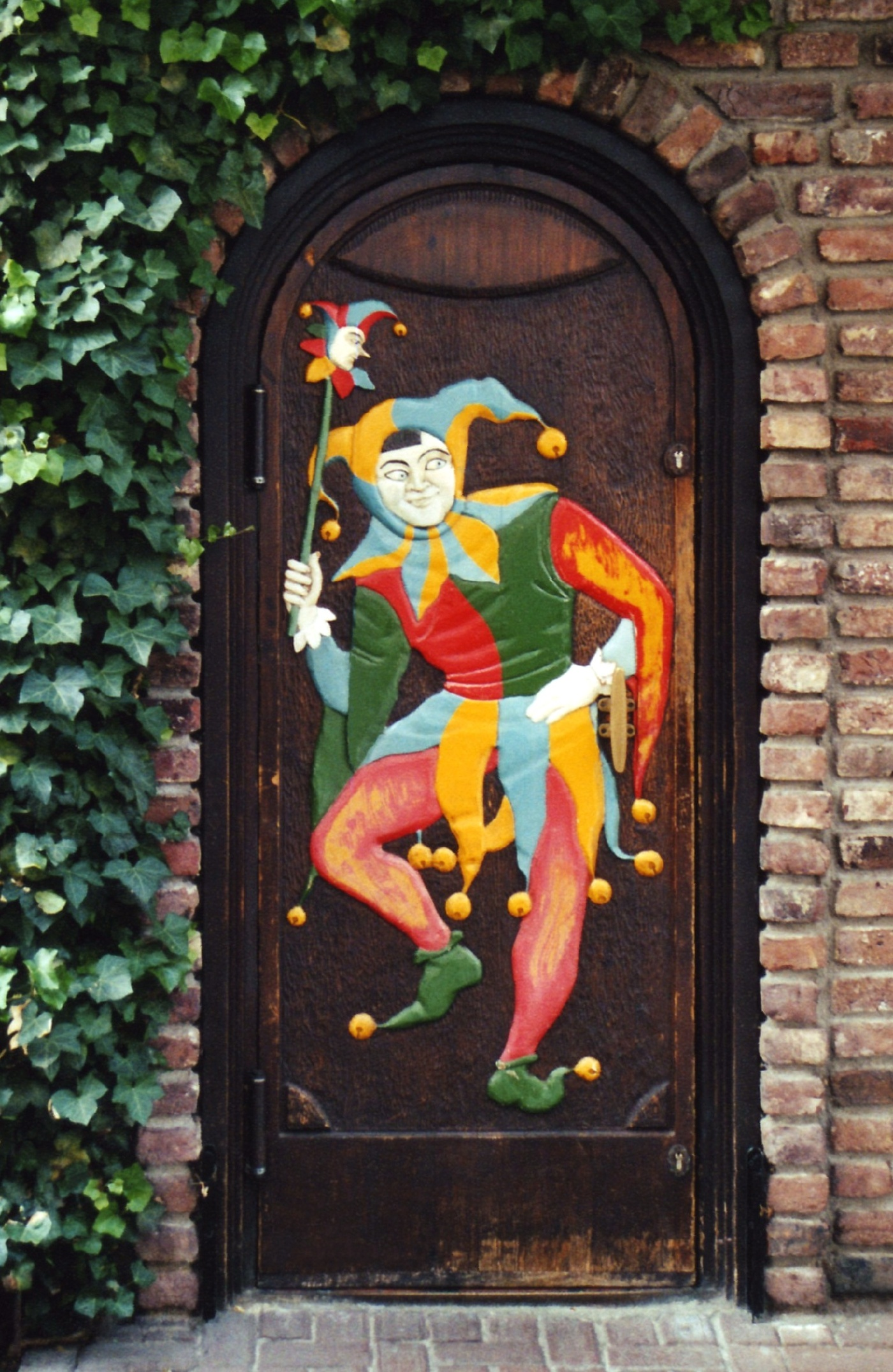
Gycklare avbildad på en tysk dörr.

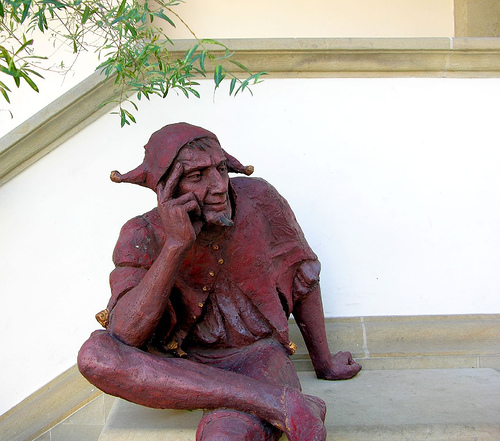
Staty av hovnarren Stańczyk i Polen.

Prins Carnaval, porslinsfigur från 1912.

Gycklare eller narr (även lekare etc) var under medeltiden en kringvandrande spelman och underhållare. Det äldre begreppet lekare syftar på en underhållningsartist, skådespelare och musiker i största allmänhet. Begreppet liknar det moderna gatuartisteriet.
Gycklare är även en benämning på en nutida underhållningsartist som efterliknar de medeltida gycklarna och för deras traditioner vidare. Dessa gycklare är vanliga på tornerspel och historiska marknader, men verkar också som självständiga artister med separata gyckelspel.

## Narr
Med narr menas i allmänhet en burlesk komisk roll i det medeltida folkdramat. I det antika Rom gavs pantomimer, där de agerande var dvärgar och dessa nanni eller moriones blev eftertraktade både på teatern och i privathem. När komedin upphörde vid medeltidens ingång levde de komedierna kvar i Italien som folkkomedier, och blev upphov till Commedia dell'arte-traditionen.
Under medeltiden var narrar vanliga bland marknadsgycklarna, i Tyskland kom narrarna efterhand främst att förknippas med de tyska fastlagsspelen. Under dessa spel förekom narrdomstolar, där man dömde personer för "narraktigt" beteende. I Norden spelade Judasfiguren i trettondagsspelen en liknande roll. I Frankrike kom "le sot" att spela roll liknande narrens i mysteriespelen.
I samband med att de verkliga narrarna började försvinna under renässansen blommade "narrlitteraturen" upp. Bland dessa märks Le sottilissime astutie di Bertoldo, den tyska folkboken Till Eulenspiegel, Sebastian Brandts Das Narrenschiff och arbeten av Erasmus av Rotterdam och Hans Sachs.
Att göra narr av någon betyder att göra sig lustig på denna persons bekostnad. Att narra (oftast i formen narras) är detsamma som att lura någon på ett skämtsamt sätt.

## Hovnarr
En hovnarr var under medeltiden, renässansen och barocken en gycklare som var hos en storman eller ibland vid ett furstehov. En narr hade som funktion att underhålla sin herre, även om hans roll innebar att han fick något större utrymme att säga "sanningar" som ingen annan vågade säga utan att bli halshuggen. Det fanns dock alltid gränser även för narren, Karl I av Englands hovnarr Archibald Armstrong fördrevs från hovet sedan han förolämpat ärkebiskopen av Canterbury.
Hovnarren bar en dräkt utmärkande för hans yrke: huvudet var rakat, jackan var brokig och på de åtsittande byxorna hade byxbenen olika färg. Huvudbonaden kunde utgöras av en struthätta, så kallad narrkappa, vilken kunde ha flera strutar, alternativt en mössa eller hätta, så kallad narrmössa, försedd med åsneöron eller tuppkam. Narrens främsta attribut var narrstaven, en spira, vars topp hade gestalt av ett groteskt huvud, försett med band och bjällror. De engelska hovnarrarna bar kalvskinnskappor både som utmärkelsetecken och som skydd från omgivningen. Narrdräkten bars även av de svenska hovdvärgarna. Olaus Magnus avbildar en hovnarr med kockprydd dräkt, narrstav i hand med hätta på huvudet, försedd med åsneöron, fjäder och tuppkam. Den professionella hovnarren försvinner från 1500-talet även om de i viss mån lever kvar en tid framöver.
Hovnarrar fanns även i Sverige, och bland de tidigaste nämns Erik XIV:s hovnarr Herkules. Även kvinnliga narrar förekom, så som "Narrinnan Elisabet", som nämns hos Maria Eleonora år 1622, och "dvärginnan Lilla Annika" (Annika Kollberg), som var hos Hedvig Eleonora till sin död 1705: officiellt med titlarna hovpigor.